# Liste des parcs d'État de la Géorgie

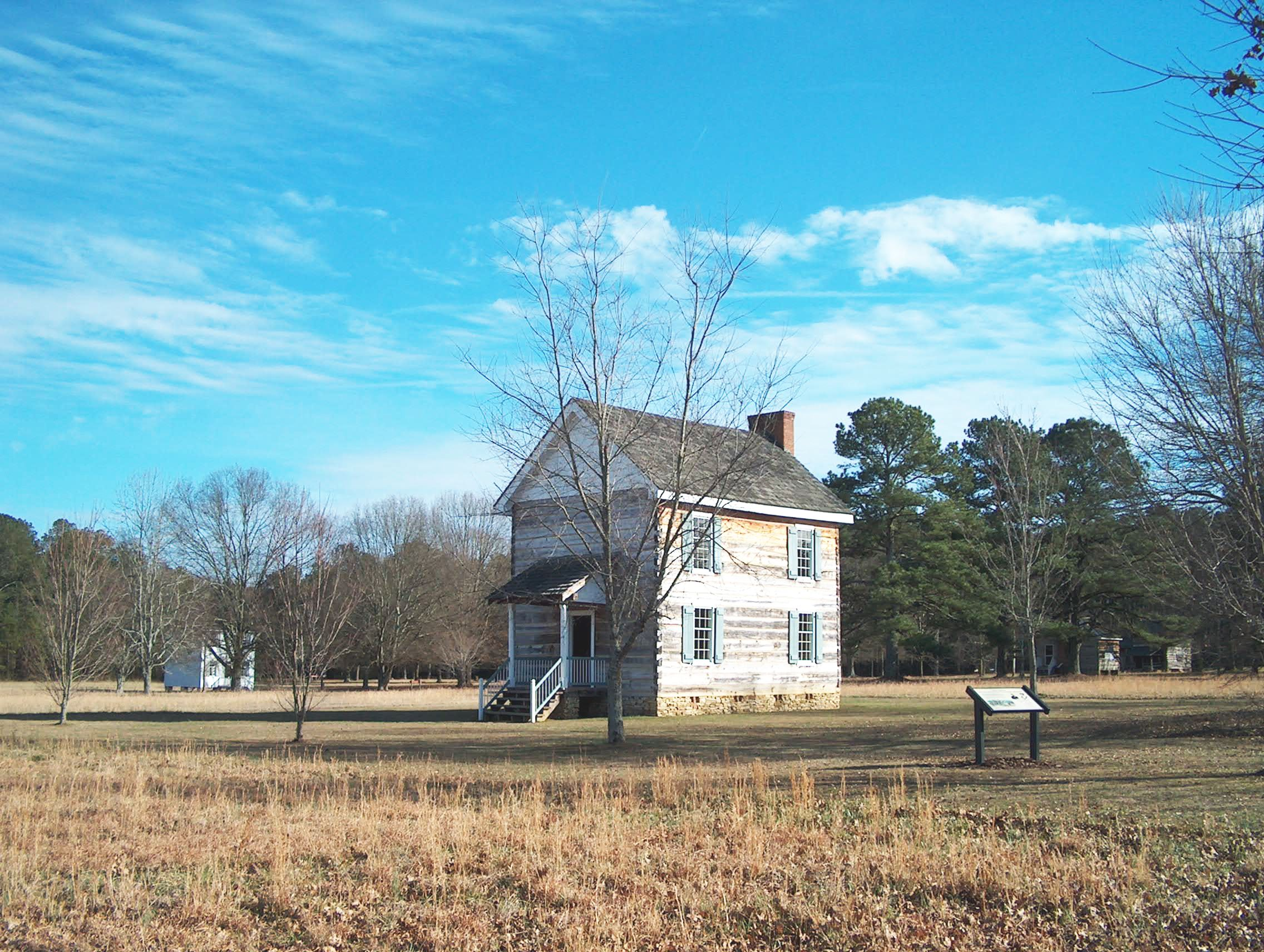
New Echota

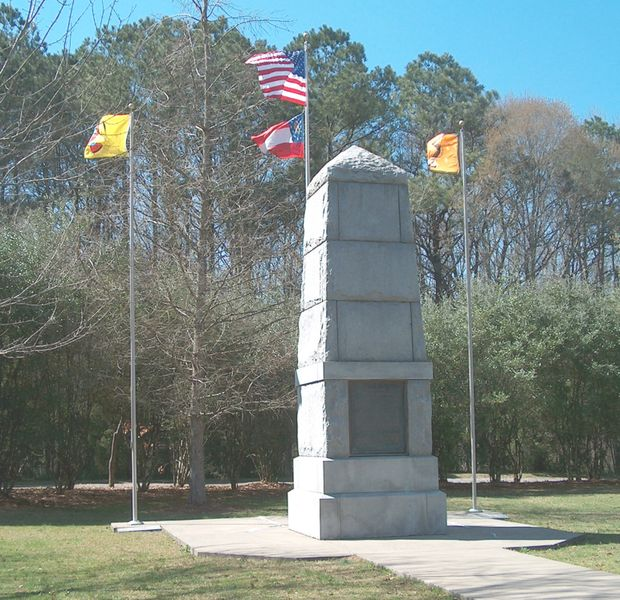
New Echota

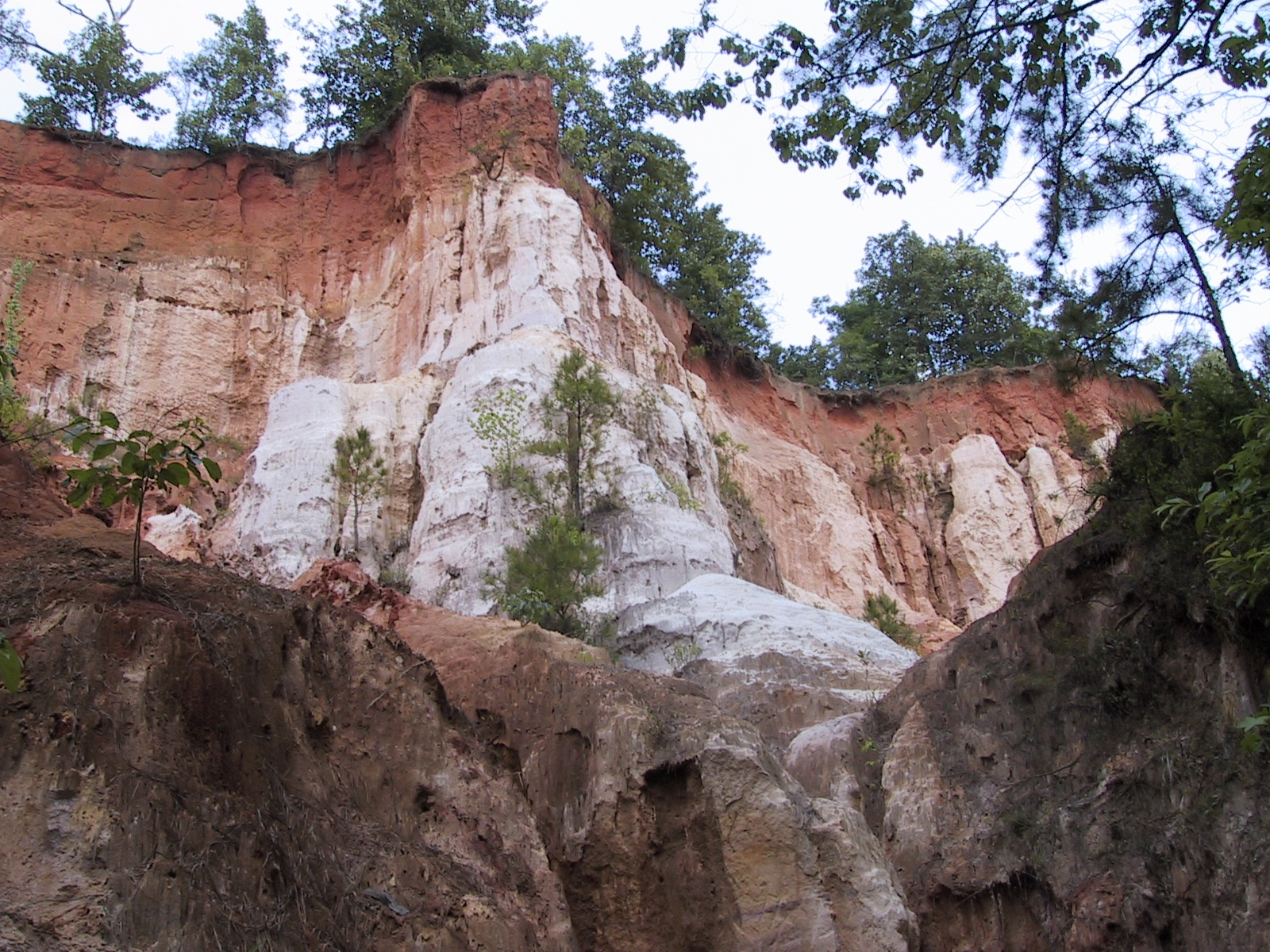
Providence Canyon

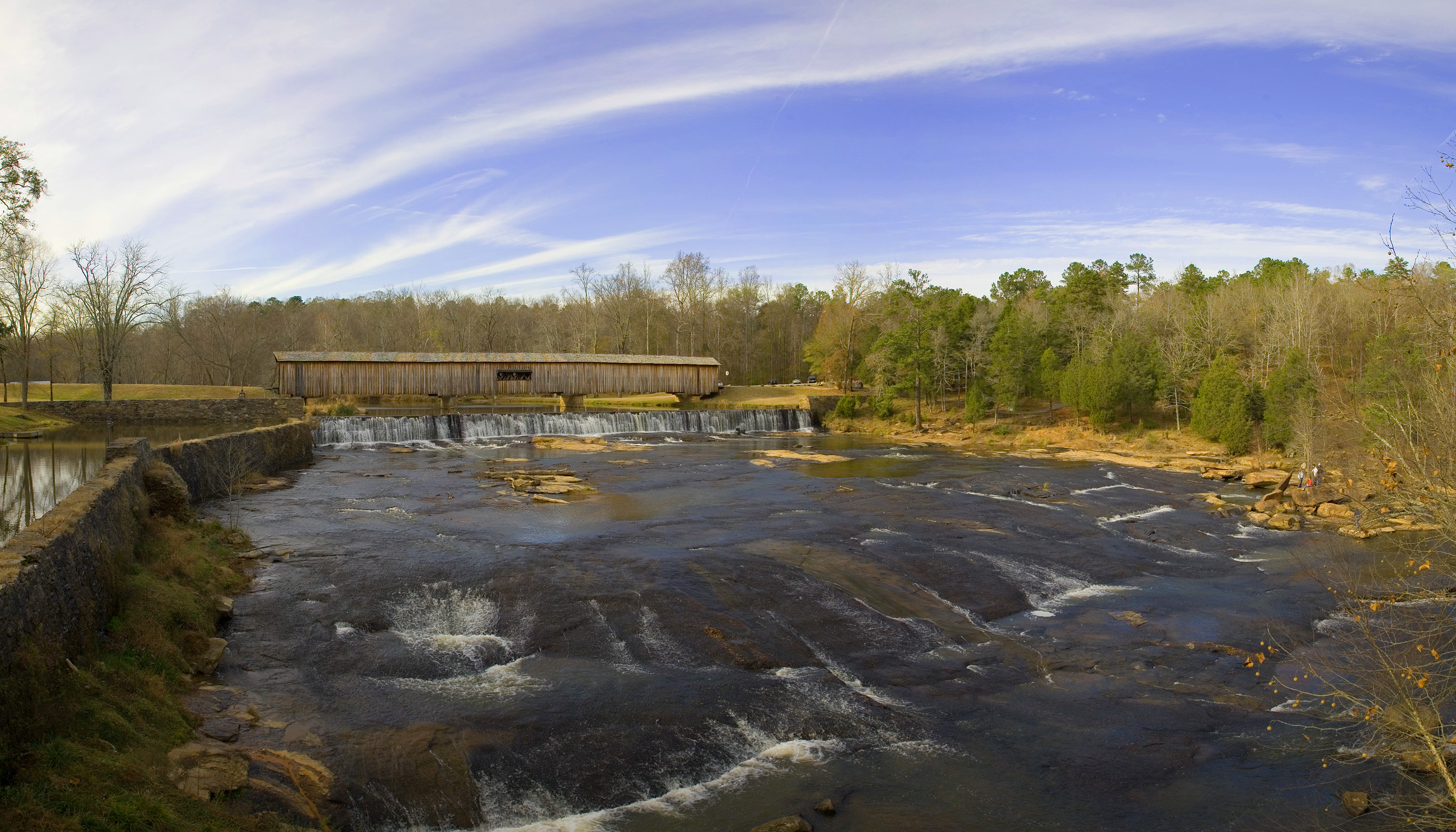
Watson Mill Bridge

Liste des parcs d'État de la Géorgie aux États-Unis d'Amérique par ordre alphabétique. Ils sont gérés par le Georgia Department of Parks and Recreation.
Le système des parcs d'État en Géorgie a été créé en 1931 avec les parcs Indian Springs et Vogel. Indian Springs était considéré comme un parc public depuis 1825.
- A.H. Stephens
- Amicalola Falls
- Black Rock Mountain
- Bobby Brown
- Chief Vann House
- Cloudland Canyon
- Crooked River
- Dahlonega Gold Museum
- Elijah Clark
- Site historique d'Etowah Indian Mounds
- F.D. Roosevelt
- Florence Marina
- Fort King George
- Fort McAllister
- Fort Mountain
- Fort Yargo
- General Coffee
- George L. Smith
- George T. Bagby
- Georgia Veterans
- Gordonia-Alatamaha
- Hamburg
- Hard Labor Creek
- Hart
- High Falls
- Hofwyl-Broadfield Plantation
- Indian Springs
- James H. "Sloppy" Floyd
- Jarrell Plantation
- Jefferson Davis Memorial
- John Tanner
- Kolomoki Mounds
- Lapham-Patterson House
- Laura S. Walker
- Little Ocmulgee
- Little White House
- Magnolia Springs
- Mistletoe
- Moccasin Creek
- New Echota
- Panola Mountain
- Pickett's Mill Battlefield
- Providence Canyon
- Red Top Mountain
- Reed Bingham
- Richard B. Russell
- Robert Toombs House
- Sapelo Island
- Seminole
- Skidaway Island
- Smithgall Woods
- Sprewell Bluff
- Stephen C. Foster
- Sweetwater Creek
- Tallulah Gorge
- Travelers Rest
- Tugaloo
- Unicoi
- Victoria Bryant
- Vogel
- Watson Mill Bridge
- Wormsloe

De plus, Stone Mountain, Lake Lanier Islands et Jekyll Island appartiennent à l'État mais sont gérés par des organismes privés principalement sous forme de parcs de loisirs.